# 펜타스톰
펜타스톰(Arena of Valor, 중국어: 傳說對決)은 티미 스튜디오에서 개발한 멀티플레이어 온라인 배틀 아레나(MOBA) 게임인 왕자영요를 바탕으로 한 모바일 게임이다. 2018년 9월, 이 게임은 중국 외에서 1억 4천만 달러 이상의 수익을 올렸다.
티미 스튜디오 그룹은 아레나 오브 밸러 프랜차이즈의 라이선스 권한을 넷마블&카카오에 더 이상 연장하지 않기로 했다.  넷마블은 2022년 7월 29일 서비스를 종료한다고 발표했다.  GaaS(Game as a Service) 출시 5년 후.  종료로 인해 한국은 2022년 e스포츠를 대표하지 않는다. 대한민국선수 유지 실패로 인해 라이선스가 연장되지 않았다.